# Choricotyle exilis
Choricotyle exilis är en plattmaskart. Choricotyle exilis ingår i släktet Choricotyle och familjen Diclidophoridae. Inga underarter finns listade i Catalogue of Life.